# El inmigrante latino
El inmigrante latino é um filme de drama colombiano de 1980 dirigido e escrito por Gustavo Nieto Roa. Foi selecionado como representante da Colômbia à edição do Oscar 1981, organizada pela Academia de Artes e Ciências Cinematográficas.

## Elenco
- Carlos Benjumea
- Franky Linero